# Hangmérnök

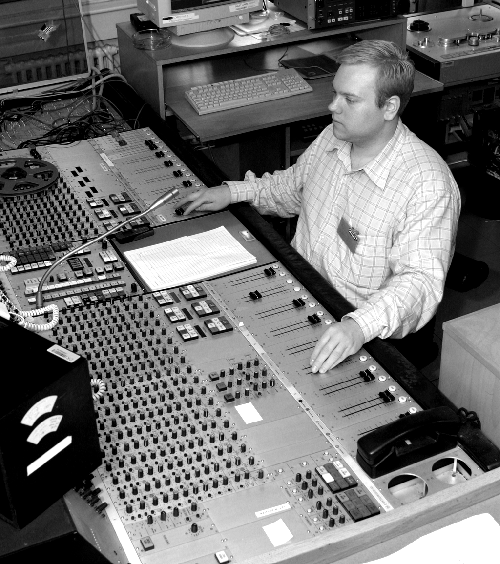
Hangmérnök a keverőpultnál

A hangmérnök feladata a hang mechanikai vagy elektronikus úton való rögzítése, módosítása és megszólaltatása. A hangmérnöki munka sok tudományterületet érint: elektronika, akusztika, pszichoakusztika, mechanika és zeneelmélet. Ez egy kreatív tevékenység, hiszen a rögzítés módja/eszközei, az utómunka vagy a hangsávok keverése, stb. szabad teret enged az egyéni megoldásoknak és lehetőséget a művészi kifejezésnek is.
Egy hangmérnöknek értenie kell sokféle hangtároló formátumhoz, többsávos analóg vagy digitális rögzítőkhöz és munkaállomásokhoz, hang módosítását szolgáló eszközökhöz (pl. kompresszor, limiter, equalizer), végerősítőkhöz, valamint számítógépes ismeretekkel is kell rendelkeznie.